# Stimigliano
Stimigliano es una localidad italiana de la provincia de Rieti, región de Lacio, con 2.127 habitantes.

## Galería

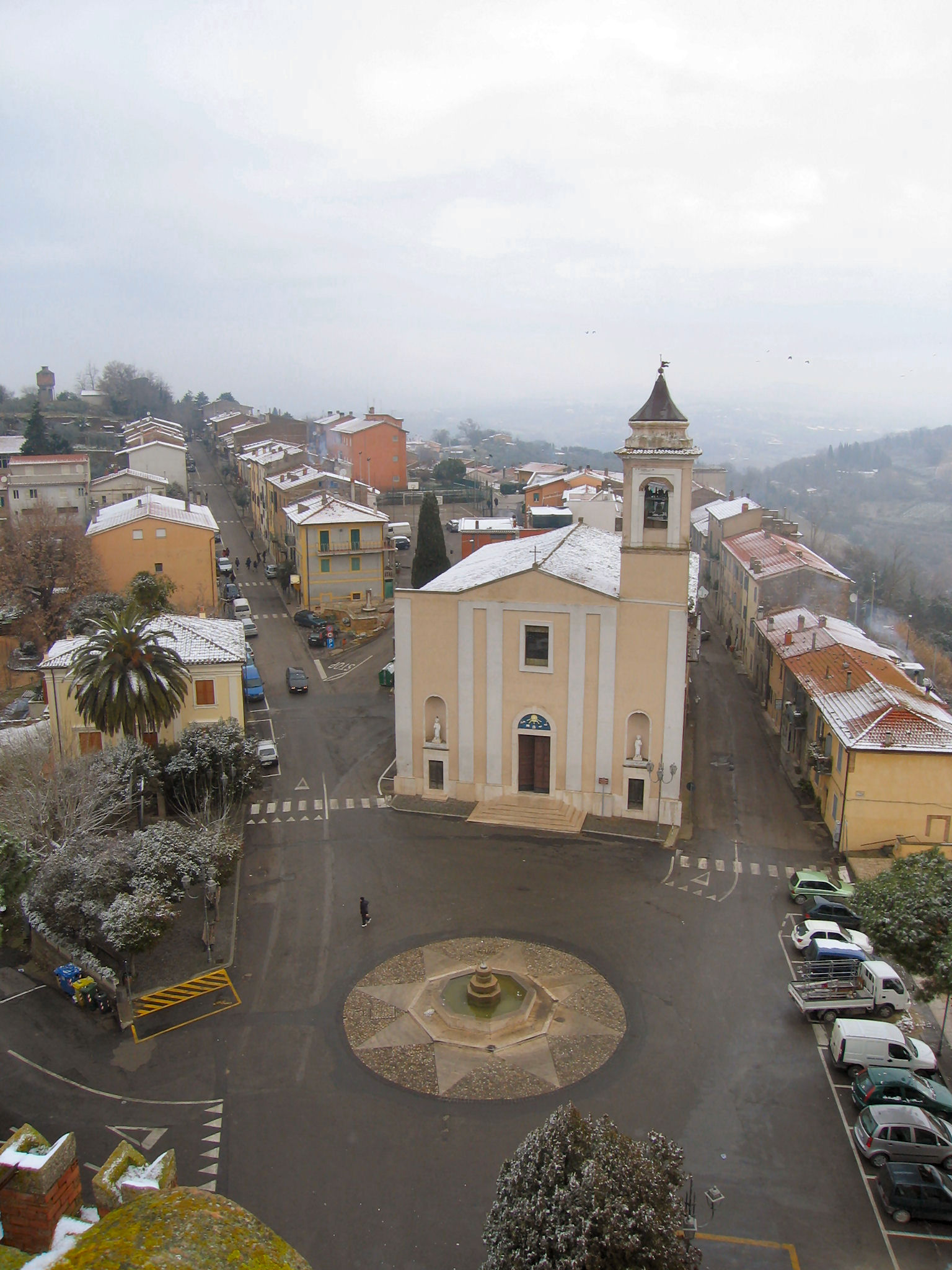

## Evolución demográfica
| Gráfica de evolución demográfica de Stimigliano entre 1861 y 2001 |
|                                                                   |
| Fuente ISTAT - elaboración gráfica de Wikipedia                   |